# Keywords Studios
Keywords Studios ist eine Gruppe aus mehreren Entwicklerstudios weltweit, die sich auf die Entwicklung und den Vertrieb, vor allem auf die Lokalisierung von Videospielen spezialisiert haben. Insgesamt sind Keywords Studios in 26 Ländern aktiv und verfügen über mehr als 70 Studios.

## Geschichte
1998 wurde Keywords Studios in Irland gegründet und bot verschiedene Lokalisierungsservices an.
Im Jahr 2001 wurde ein Studio in Rom, Italien eröffnet.
Ab dem Jahr 2004 erfolgte die Ausrichtung des Unternehmens auf die Videospielindustrie.
Im März 2009 übernahm Andrew Day die Position des Chief Executive Officers bei Keywords. Im Dezember des gleichen Jahres expandierte Keywords nach Asien und eröffnet ein Produktionsstudio in Tokio.
2010 wurde in Montreal das erste Studio von Keywords in Nordamerika eröffnet. Zwei Jahre später folgte das nächste Studio in Seattle.
Im Juli 2013 ging Keywords Studios an die Börse. In ihrem ersten Jahr nach dem Börsengang machte das Unternehmen einen Umsatz von 16 Millionen Euro. Durch den Börsengang war es dem Unternehmen auch möglich, neue Studios zu akquirieren. Bereits im Januar 2014 erfolgte die erste Akquisition. Es folgten viele weitere Akquisitionen von Studios in den nächsten Jahren.
Im April 2014 wurde in Singapur ein weiteres Keywords Studio eröffnet, das für die Lokalisierung von Spielen von Electronic Arts in Südostasien zuständig ist.
Im Jahr 2017 stieg der Umsatz des Unternehmens erstmals mit 151,4 Millionen Euro auf über 100 Millionen.
Im Januar 2021 wurde Sonia Sedler als Chief Operating Officer in den Vorstand von Keywords berufen. Bertrand Bodson wurde im September des gleichen Jahres Chief Executive Officer der Keywords Studios-Gruppe.

## Akquisitionen
Die folgende Tabelle enthält ausgewählte Akquisitionen der Keywords Studios-Gruppe:
| Zeitraum | Unternehmen        | Tätigkeit                                        | Besonderes |
| -------- | ------------------ | ------------------------------------------------ | --- |
| Jan 2014 | Liquid Violet      | Audio Produktion                                 | Erste Akquisition durch Keywords Studios |
| Mai 2014 | Binari Sonori      | Lokalisierung, Audio Produktion (für AAA-Spiele) | Stärkung der Studios im Bereich von AAA-Spielen |
| Okt 2014 | Lakshya Digital    | Art Creation Services                            | Erschließung der Branche „Art Creation Services“ |
| Jan 2015 | Alchemic Dream     | Kundensupport, Community-Management              | |
| Jan 2015 | Reverb             | Lokalisierung, Audio Produktion                  | Expansion nach Südamerika |
| Aug 2015 | Liquid Development | Art Creation Services                            | Ausbau von „Art Creation“ |
| Apr 2015 | Mindwalk           | Art Creation Services                            | Expansion nach China |
| Jul 2015 | Player Research    | Spielverhaltensforschung                         | |
| Jan 2016 | SPOV               | Grafikdesign, Kinematik (für Filme und Spiele)   | |
| Mai 2016 | GameSim            | Spielentwicklung, Simulationsengineering         | Erschließung der Branche „Engineering Services“ |
| Aug 2016 | La Marque Rose     | Lokalisierung, Audio Produktion                  | Expansion nach Frankreich |
| Aug 2016 | Dune Sound         | Lokalisierung, Audio Produktion                  | Expansion nach Frankreich |
| Aug 2016 | Around the World   | Lokalisierung, Audio Produktion                  | Expansion nach Frankreich |
| Aug 2016 | Asrec              | Lokalisierung, Audio Produktion                  | Expansion nach Frankreich |
| Okt 2016 | d3t                | Engineering-Services                             | Ausbau von „Engineering Services“ |
| Mai 2017 | XLOC               | Softwareproduktentwicklung                       | Die Software von XLOC vereinfacht Lokalisierungsprozesse und wurde bereits bei großen Videospieltiteln, wie der Call-of-Duty-Serie oder BioShock eingesetzt. |
| Dez 2018 | Sunny Side Up      | Marketing, Grafikproduktion                      | Ausbau des Marketing und Videospiel-Trailer-Angebots |
| Sep 2020 | Heavy Iron Studios | Spielentwicklung                                 | Ausbau der Stellung auf dem nordamerikanischen Markt |
| Mär 2021 | Tantalus Media     | Spielentwicklung                                 | Expansion auf den australischen Markt |